# Три звізди (герб)
Три Звізди (пол. Trzy Gwiazdy, Inez, Księżyc, Sas odmienny) − шляхетський герб, що використовується в основному сім'ями з території Примор'я (Кашубщини). За словами Пшемислава Прагерта це герб, ідентичний з гербом Місяць, але, за словами Тадеуша Гайля, ці емблеми відрізняються дрібними деталями малюнка (у гербі Місяць зірки в системі 1 і 2, тут - в пояс). Прагерт, крім того, вважає, що Три Звізди - це різновид герба Сас.

## Опис герба
Опис з використанням принципів блазонування, запропонованих Альфредом Знамієровським:
У блакитному полі золотий півмісяць, над якими три зірки в пояс. Клейнод: три пера страуса. Намет блакитний, підбитий золотом.

## Найбільш ранні згадки
Герб згаданий у Островського (Księga herbowa rodów polskich, як Сас або Місяць), Чржанського (Tablice odmian herbowych) і Еміліана Шеліго-Зерницького (Der Polnische Адель і Die Polnischen Stammwappen).

## Роди
Роди кашубські: Brodzki, Buchon (Buchan), z przydomkiem Gliszczyński, Chamier z przydomkami Ciemiński i Gliszczyński, Jutrzenka (Genderzika), Lipiński, Milwiński, Miszewski, Mroczek (Mrozek) z przydomkami Gliszczyński i Trzebiatowski, Mściszewski, Prądzyński (Prondzyński), Rekowski, Słuszewski, Studzieński.
Пшемислав Прагерь перераховує, за Еміліаном Шеліга-Зерницьким, сім'ю цього герба по імені Цісовські (Cisowski). На жаль, запис у Зерницького говорить про герб Місяць, а назва таку застосовували багато гербів. Тут могло йтися як про герб Місяць, так і Три Зірки.
Родини Кашубщини, що вживали герб Три Звізди за Гайлем: Brychta, Dąbrowski, Kistowski, Machowski, Podjaski, Polpanke, Żmuda (Smuda), Wnuk, але Пшемислав Прагерт припусує їм інші герби.
Родини некашубські, або невідомого походження: 
Cholewiński, Dobrowolski, Dornatus, Eichholtz, Gustkowski, Ines de Leon, Ingielewicz, Ingiełowicz, Jabłonowski, Juszczakiewicz, Kiwalski, Kruk, Lanik, Madricki, Malaff, Mszanecki, Nawrocki, Olechowski, Pluta, Pluto, Pomorski, Rodkiewicz, Słuczanowski, Styp, Sulerzycki, Szyc, Wantuch, Wańtoch, Wrześniewski. 
Сім'я Інес де Леон за Уруським мав португальське походження.